# Kanton L'Hautil
Kanton L'Hautil (fr. Canton de l'Hautil) byl francouzský kanton v departementu Val-d'Oise v regionu Île-de-France. Tvořilo ho šest obcí. Zrušen byl po reformě kantonů 2014.

## Obce kantonu
- Boisemont
- Courdimanche
- Jouy-le-Moutier
- Menucourt
- Neuville-sur-Oise
- Vauréal